# André Beaudin
Cet article concerne le peintre. Pour l'ancien député québécois, voir André Beaudin (homme politique).
Pour les articles homonymes, voir Beaudin.
 (décembre 2018).
André Beaudin, (né le 3 février 1895 à Mennecy et mort le 6 juin 1979 à Neuilly-sur-Seine), est un peintre, graveur et sculpteur français appartenant à l'École de Paris, dont l'œuvre s'inscrit dans la suite du cubisme à la limite de la non figuration.

## Biographie
Né à Mennecy (Essonne , anciennement Seine-et-Oise) le 3 février 1895, André Beaudin fréquente de 1911 à 1915 l'École des Arts décoratifs. Ensuite mobilisé, il a pour camarade de front le peintre Jean Chapin. En 1919 il se marie avec le peintre Suzanne Roger (1898-1986) et rencontre Juan Gris en 1922.
Beaudin réalise à Paris sa première exposition particulière en 1923 à la galerie Percier, préfacée par Max Jacob puis, sa peinture défendue par Daniel-Henry Kahnweiler, expose régulièrement en France et à l'étranger, participant aux principales expositions collectives des peintres de l'École de Paris d'après-guerre.
Beaudin reçoit en novembre 1962 le Prix national des arts. Sur la demande de l'architecte Édouard Albert, il réalise quelques années plus tard une mosaïque pour la faculté des Sciences de Jussieu dans le 5e arrondissement de Paris. Entre 1964 et 1966, il crée plusieurs sculptures et décors originaux en collaboration avec la Manufacture de Sèvres. Il décore le plafond de la chapelle de Rueil-Malmaison avec Pierre Simonini.
Il est enterré au cimetière de Sainte-Gemme (36) une de ses sculptures est scellée sur sa tombe. Il repose à côté de sa dernière compagne Germaine Hugnet.

## Son œuvre
« Sa couleur possède une sorte de qualité transparente qui est celle de la réflexion : elle n'est pas timide, mais retenue. La forme est dite avec la couleur mais n'est jamais 'coloration' agressive, pour la gloire et l'illustration de celle-ci. Elle semble habitée de l'intérieur et vivant les moments d'une naissance, les pigments suspendus dans une matière légère. Il n'empâte pas - bien au contraire -; la couleur s'échafaude autour du grain, de la blancheur de la toile, du support (...). Ce sont des couleurs plutôt murmurantes comme une source sort de la terre. Elles ne sont, naturellement aussi, dans chaque œuvre que peu nombreuses. »

— Reynold Arnould, préface d'André Beaudin, œuvres 1921-1970, Grand Palais, Centre national d'art contemporain, Paris, 1970 (p. 17-18).

## Illustration
- Virgile, Les Bucoliques, Skira, Genève, 1936.
- Paul Éluard, Double d'Ombre, Gallimard, Paris, 1945.
- Georges Hugnet, Oiseaux, ne copiez personne, Georges Hugnet éditeur, Paris, 1946.
- André Frénaud, Les Paysans, Jean Aubier éditeur, Paris, 1950.
- Francis Ponge, L'Araignée, Jean Aubier éditeur, Paris, 1952.
- Georges Limbour, Le Calligraphe, Galerie Louise Leiris éditeur, Paris, 1959.
- Gérard de Nerval, Sylvie, Verve, Tériade éditeur, Paris, 1960.
- Regards sur Paris, textes des dix académiciens Goncourt (cinq lithographies dont trois pour le texte de Raymond Queneau), Sauret éditeur, Paris, 1962.
- Marcel Béalu, La nuit nous garde, Vodaine éditeur, Paris, 1968.